# Georges Auric
Georges Auric (Lodève, Hérault, Languedoc-Roussillon, 15 de febrero de 1899-París, 23 de julio de 1983), fue un compositor francés. Fue un niño prodigio y a los quince años ya tenía su primera composición publicada. Antes de los 20 años ya había orquestado y escrito música incidental para varios ballets y obras de teatro.

## Biografía
Mientras estudiaba en el Conservatorio de París en 1920, formó parte del grupo de Erik Satie y Jean Cocteau, conocido como «Los Seis» (Les Six). Su participación le permitió escribir poesía y otros textos como canciones y musicales.
Cuando Cocteau comenzó a hacer películas, él empezó a escribir sus partituras a principio de los 30's. Escribió bandas sonoras para muchísimas películas francesas e inglesas, y su éxito le permitió escribir incluso para Hollywood. Varias veces, las obras de Auric estuvieron muy arriba del hit parade, especialmente con The Song from Moulin Rouge. Además, como actor ha participado en las películas: Entr'acte (1924) y Les Mystères du château de Dé (1929)
En 1962 dejó la industria cinematográfica y se hizo cargo de la Opéra Nacional de París. Fue presidente de la Société des auteurs, compositeurs et éditeurs de musique (SACEM) desde 1954 a 1978 y administrador de la Réunion des théâtres lyriques nationaux desde 1962 a 1968. Auric continuó escribiendo música de cámara, especialmente para vientos, justo hasta su muerte. 
Compuso dos ballets para Diaghilev, Les Fâcheux et Les Matelots, y Phèdre. A la vez, escribió música de películas tan famosas como Sang d'un poète (1930), La Belle et la Bête (1946) y Orphée (1950), todas de Cocteau, Moulin Rouge (1953), de John Huston, Notre-Dame de París de Jean Delannoy, La Grande Vadrouille de Gérard Oury, o Passport To Pimlico (1948), The Lavender Hill Mob (1951), Roman Holiday (1953), Le Salaire de la Peur (1953), Rififi (1956), Bonjour tristesse (1958), y Therese and Isabelle (1968).
Georges Auric está enterrado en el cementerio de Montparnasse de París.

## Catálogo de obras
| Año       | Obra | Tipo de obra              |
| --------- | --- | ------------------------- |
| 1914      | Gaspar et Zoé ou L’après-midi dans un parc, para piano | Música solista (piano)    |
| 1918      | Trois Interludios (René Chalupt) | Música vocal (piano)      |
| 1918-1919 | Huit Poèmes de Cocteau | Música vocal (piano)      |
| 1919      | Prélude [for Album des six], para piano | Música solista (piano)    |
| 1919-1920 | Trois pastorales, para piano | Música solista (piano)    |
| 1919-1921 | Adieu New York!, para piano | Música solista (piano)    |
| 1920      | Les joues en feu (Raymond Radiguet) | Música vocal (piano)      |
| 1920-1922 | Alphabet (Raymond Radiguet) | Música vocal (piano)      |
| 1921      | Les mariées de la Tour Eiffel (Jean Cocteau): Ouverture du 14 juillet and Ritournelle, para orquesta                                                                                    | Música de escena (ballet) |
| 1921      | Les fâcheux (Molière). | Música de escena (teatro) |
| 1922      | Sonatine, para piano | Música solista (piano)    |
| 1923      | Les Fâcheux. Ballet en 1 acto. Libreto de Borís Kojnó, basado en Molière. (Diaghilev)                                                                                                   | Música de escena (ballet) |
| 1924      | Fanfare, fanfare for wind band. | Música orquestal          |
| 1924      | Suite, 6 insts [from Marlborough s’en va-t-en guerre] | Música de cámara          |
| 1924      | Marlborough s’en va-t-en guerre (M. Achard) | Música de escena (teatro) |
| 1924-1925 | Les Matelots (Diaghilev) | Música de escena (ballet) |
| 1925      | Cinq poèmes de Nerval | Música vocal (piano)      |
| 1925      | La femme silencieuse (según B. Jonson) | Música de escena (teatro) |
| 1925      | Le mariage de monsieur le Trouhadec (Jules Romains) | Música de escena (teatro) |
| 1925      | Le dompteur de A. Savoir (según J. Théry) | Música de escena (teatro) |
| 1925-1926 | Pastorale, suite de ballet (Diaghilev) | Música de escena (ballet) |
| 1925-1926 | Cinq Bagatelles, duo para piano [de La femme silencieuse et Le dompteur] | Música solista (2 pianos) |
| 1926      | Vocalise | Música vocal (piano)      |
| 1927      | Volpone (según Jonson) | Música de escena (teatro) |
| 1927      | Aria, para flauta y piano (revisada en 1976) | Música de cámara          |
| 1927      | Sous le masque (libreto de L. Laloy). | Música de escena (ópera)  |
| 1927      | Rondeau [música de ballet pour L’éventail de Jeanne] | Música de escena (ballet) |
| 1927      | Petite Suite, para piano | Música solista (piano)    |
| 1927      | Trois caprices (T. de Banville) | Música vocal (piano)      |
| 1927      | Quatre poèmes (G. Gabory) | Música vocal (piano)      |
| 1927-1928 | Les oiseaux. Comédie musicale en 3 actos (Libreto de B. Zimmer, según Aristófanes), para voces solistas, coro y orquesta (revisada en 1966)                                             | Música de escena (ópera)  |
| 1928      | Les enchantements de la fée d'Alcine | Música de escena (ballet) |
| 1929      | Cinq chansons (L. Hirtz) | Música vocal (piano)      |
| 1930      | Deux romances (M. Desbordes-Valmore) | Música vocal (piano)      |
| 1930-1931 | Sonata en fa majeur, para piano | Música solista (piano)    |
| 1930-1931 | Música para la película Le Sang d'un poète (J. Cocteau) | Música de película        |
| 1931      | Le quatorze juillet (Romain Rolland) | Música de escena (teatro) |
| 1931      | Música para la película À nous la liberté (R. Clair) | Música de película        |
| 1931      | La concurrence | Música de escena (ballet) |
| 1933      | Les imaginaires | Música de escena (ballet) |
| 1934      | Trois Morceaux pour piano [du Lac-aux-dames], para piano | Música solista (piano)    |
| 1934      | Música para la película Lac aux dames (M. Allegret) | Música de película        |
| 1935      | Margot (E. Bourdet) | Música de escena (teatro) |
| 1935      | Música para la película Les Mystères de París | Música de película        |
| 1935      | Printemps (Ronsard) | Música vocal (piano)      |
| 1936      | Sonate en sol, para violín y piano | Música de cámara          |
| 1936      | Música para la película Razumov (Sous les yeux d'occident) | Música de película        |
| 1937      | Música para la película Un déjeuner de soleil | Música de película        |
| 1937      | Música para la película Tamara la complaisante | Música de película        |
| 1937      | Música para la película La Danseuse rouge | Música de película        |
| 1937      | Música para la película Gribouille | Música de película        |
| 1937      | Música para la película Le Messager | Música de película        |
| 1937      | Música para la película L'Alibi | Música de película        |
| 1937      | Hommage á M. Long, para orquesta | Música orquestal          |
| 1937      | Ouverture, para orquesta | Música orquestal          |
| 1937      | La Seine, un matin [extrait de l’oeuvre collective pour piano «A l’Exposition»: Delannoy, Jacques Ibert, Darius Milhaud, Poulenc, Henri Sauguet, Florent Schmitt, Germaine Tailleferre] | Música orquestal          |
| 1938      | Trío, oboe, clarinete y bassoon | Música de cámara          |
| 1938      | Música para la película Les Oranges de Jaffa | Música de película        |
| 1938      | Música para la película Son oncle de Normandie | Música de película        |
| 1938      | Música para la película La Rue sans joie | Música de película        |
| 1938      | Música para la película Huilor | Música de película        |
| 1938      | Música para la película Trois minutes - les saisons | Música de película        |
| 1938      | Música para la película La Vie d'un homme | Música de película        |
| 1938      | Música para la película L'Affaire Lafarge | Música de película        |
| 1938      | Música para la película Orage | Música de película        |
| 1938      | Música para la película Entrée des artistes | Música de película        |
| 1939      | Música para la película La Mode rêvée | Música de película        |
| 1939      | Música para la película Macao, l'enfer du jeu (Jean Delannoy) | Música de película        |
| 1939      | Música para la película Le Corsaire | Música de película        |
| 1940      | Música para la película De la ferraille à l'acier victorieux | Música de película        |
| 1940      | Trois Impromptus, para piano | Música solista (piano)    |
| 1940      | Trois poèmes (L. P. Fargue) | Música vocal (piano)      |
| 1940      | Trois Poèmes (Louise de Vilmorin–Primtemps) | Música vocal (piano)      |
| 1940-1948 | Six Poemas de Paul Eluard | Música vocal (piano)      |
| 1941      | Cinq Chansons françaises para coro de hombres a capela | Música vocal              |
| 1941-1947 | Neuf Piéces breves, para piano | Música solista (piano)    |
| 1942      | Música para la película Opéra-Musette | Música de película        |
| 1942      | Música para la película L'Assassin a peur la nuit | Música de película        |
| 1942      | Música para la película Monsieur La Souris | Música de película        |
| 1942      | Les Petits Riens | Música de película        |
| 1942      | Música para la película La Belle aventure | Música de película        |
| 1943      | Música para la película L'Éternel Retour (J. Cocteau & Jean Delannoy) | Música de película        |
| 1943      | Quatre Chants de la france malhereuse (Aragon, Eluard, Supervielle), para mezzo-soprano y piano (u orquesta)                                                                            | Música vocal (piano)      |
| 1944      | Música para la película Le Bossu | Música de película        |
| 1945      | Música para la película Farandole | Música de película        |
| 1945      | Música para la película François Villon | Música de película        |
| 1945      | Música para la película Au coeur de la nuit (Dead of Night) | Música de película        |
| 1945      | Música para la película La Part de l'ombre | Música de película        |
| 1945      | Música para la película César y Cleopatra | Música de película        |
| 1945-1946 | Trois Poèmes de Max Jacob. | Música vocal (piano)      |
| 1945-1946 | Música para la película La Belle et la Bête (J. Cocteau) | Música de película        |
| 1946      | Impromptu, para oboe y piano | Música de cámara          |
| 1946      | Danse française, para piano | Música solista (piano)    |
| 1946      | Impromptu en ré mineur, para piano | Música solista (piano)    |
| 1946      | Quadrille | Música de escena (ballet) |
| 1946      | La fontaine de jouvence, ballet | Música de escena (ballet) |
| 1946      | Música para la película La Symphonie pastorale (Jean Delannoy) | Música de película        |
| 1947      | Música para la película La Rose et la réséda | Música de película        |
| 1947      | Música para la película À cor et à cri (Hue and Cry) (C. Crichton) | Música de película        |
| 1947      | Música para la película Torrents | Música de película        |
| 1947      | Música para la película Les Jeux sont faits | Música de película        |
| 1947      | Música para la película Il pleut toujours le dimanche (It Always Rains on Sunday) | Música de película        |
| 1947-1948 | Música para la película L'Aigle à deux têtes (Jean Cocteau) | Música de película        |
| 1948-1950 | Le peintre et son modèle (Libreto de Borís Kojnó). Ballet en 1 acto | Música de escena (ballet) |
| 1948      | Música para la película Silent Dust | Música de película        |
| 1948      | Música para la película Kermesse fantastique | Música de película        |
| 1948      | Música para la película La Septième Porte | Música de película        |
| 1948      | Música para la película Ruy Blas | Música de película        |
| 1948      | Música para la película Corridor of Mirrors | Música de película        |
| 1948      | Música para la película Aux yeux du souvenir | Música de película        |
| 1948      | Música para la película Another Shore | Música de película        |
| 1948      | Música para la película Les Parents terribles | Música de película        |
| 1949      | Música para la película The Spider and the Fly | Música de película        |
| 1949      | Música para la película Passport to Pimlico | Música de película        |
| 1949      | Música para la película Noces de sable | Música de película        |
| 1949      | Música para la película La Reine des cartes | Música de película        |
| 1949      | Música para la película Maya | Música de película        |
| 1949-1950 | Música para la película Orphée (J. Cocteau) | Música de película        |
| 1949      | Phédre, tragedia coreográfica (J. Cocteau según Sófocles) (Hay suite orquestal) | Música de escena (ballet) |
| 1949      | Valse, para dos pianos | Música solista (2 pianos) |
| 1950      | Cinq Chansons françaises pour 4 voix mixtes sur des poèmes du XVè siècle | Música vocal (piano)      |
| 1950      | Música para la película Cage of Gold | Música de película        |
| 1950-1953 | Partita, para dos pianos | Música solista (2 pianos) |
| 1951      | Música para la película Caroline chérie | Música de película        |
| 1951      | Música para la película The Galloping Major | Música de película        |
| 1951      | Música para la película Les Amants de bras-mort | Música de película        |
| 1951      | Música para la película De l'or en barres (The Lavender Hill Mob) | Música de película        |
| 1951      | Música para la película Ce siècle a cinquante ans | Música de película        |
| 1951      | Chemin de Lumiére (hay suite de ballet) | Música de escena (ballet) |
| 1952      | Ecossaise [extraída de la obra colectiva para orquesta «La Guirlande de Campra»] | Música orquestal          |
| 1952      | Chemin de lumière, suite de ballet | Música orquestal          |
| 1952      | Phèdre (Cocteau, según Sófocles), suite de ballet | Música orquestal          |
| 1952      | Música para la película Nez de cuir | Música de película        |
| 1952      | Música para la película La P... respectueuse (La Putain respectueuse) | Música de película        |
| 1952      | Música para la película Moulin Rouge (Houston) | Música de película        |
| 1953      | Música para la película Tortillard pour Titfield (The Titfield Thunderbolt) | Música de película        |
| 1953      | Música para la película Le Salaire de la peur]] | Música de película        |
| 1953      | Música para la película Vacances romaines (Roman Holiday) | Música de película        |
| 1953      | Música para la película L'Esclave | Música de película        |
| 1954      | Música para la película Les Bons meurent jeunes]] (The Good Die Young) | Música de película        |
| 1954      | Música para la película Détective du bon Dieu (Father Brown) | Música de película        |
| 1954      | Música para la película La Chair et le diable | Música de película        |
| 1954      | Música para la película Les Hommes ne comprendront jamais (The Divided Heart) | Música de película        |
| 1954      | La chambre | Música de escena (ballet) |
| 1955      | Música para la película Du rififi chez les homme | Música de película        |
| 1955      | Música para la película Chéri-Bibi | Música de película        |
| 1955      | Música para la película Nagana | Música de película        |
| 1955      | Música para la película Abdullah le Grand (Abdulla the Great) | Música de película        |
| 1955      | Música para la película Les Hussards | Música de película        |
| 1955      | Música para la película Lola Montès (Ophuls) | Música de película        |
| 1956      | Música para la película L'Odyssée du capitaine Steve (Walk Into Paradise) | Música de película        |
| 1956      | Música para la película Gervaise | Música de película        |
| 1956      | Música para la película The Bespoke Overcoat | Música de película        |
| 1956      | Música para la película Le Mystère Picasso | Música de película        |
| 1956      | Música para la película Les Aventures de Till L'Espiègle | Música de película        |
| 1956      | Música para la película Notre-Dame de París | Música de película        |
| 1956      | Música para la película Dangerous Exile | Música de película        |
| 1956      | Música para la película Dieu seul le sait (Heaven Knows, Mr. Allison) | Música de película        |
| 1956      | Música para la película Les Sorcières de Salem | Música de película        |
| 1956      | Música para la película The Story of Esther Costello | Música de película        |
| 1956      | Música para la película Celui qui doit mourir | Música de película        |
| 1956      | Música para la película Les Espions | Música de película        |
| 1956      | ML (Allegro final) [extraída de la obra colectiva para orquesta «Variations sur le nom de Marguerite Long»]                                                                             | Música orquestal          |
| 1958      | Música para la película Les Bijoutiers du clair de lune | Música de película        |
| 1958      | Música para la película Next to No Time | Música de película        |
| 1958      | Música para la película Christine | Música de película        |
| 1959      | Música para la película Le Voyage | Música de película        |
| 1959      | Música para la película SOS Pacific | Música de película        |
| 1959      | Chanson tendre (extrait de la Comédie «Les croulants se portent bien». Paroles de Roger Ferdinand et Robert Manuel) réduction piano et chant                                            | Música vocal (piano)      |
| 1960      | Música para la película Le Testament d'Orphée, ou ne me demandez pas pourquoi! | Música de película        |
| 1960      | Música para la película Sergent X | Música de película        |
| 1960      | Música para la película Schlußakkord | Música de película        |
| 1960      | Le Bal des Voleurs (según J. Anouilh) | Música de escena (ballet) |
| 1961      | Música para la película Le Rendez-vous de minuit | Música de película        |
| 1961      | Música para la película La Princesse de Clèves | Música de película        |
| 1961      | Música para la película Aimez-vous Brahms ? (Goodbye Again) | Música de película        |
| 1961      | Música para la película Pont vers le soleil (Bridge to the Sun) | Música de película        |
| 1961      | Música para la película Les Croulants se portent bien | Música de película        |
| 1961      | Música para la película ¡Suspense! | Música de película        |
| 1962      | Música para la película La Chambre ardente | Música de película        |
| 1962      | Música para la película Carillons sans joie]] | Música de película        |
| 1963      | Eurydice. | Música de escena (ballet) |
| 1963      | Música para la televisión The Kremlin (TV) | Música de televisión      |
| 1963      | Música para la película The Mind Benders | Música de película        |
| 1964      | Música para la película Thomas l'imposteur | Música de película        |
| 1965      | Música para la televisión Marc et Sylvie (serie de TV) | Música de televisión      |
| 1965      | Música para la película La Communale | Música de película        |
| 1965      | Deux poèmes (de Henri de Montherlant) | Música vocal (piano)      |
| 1966      | Música para la película La Sentinelle endormie | Música de película        |
| 1966      | Música para la televisión L'Âge heureux (serie de TV) | Música de televisión      |
| 1966      | Música para la película Opération opium (Poppies Are Also Flowers) | Música de película        |
| 1966      | Música para la película La Grande vadrouille | Música de película        |
| 1968      | Imaginées I, para flauta y piano | Música de cámara          |
| 1968      | Música para la película Therese und Isabell | Música de película        |
| 1969      | Música para la televisión Le Trésor des Hollandais (serie de TV) | Música de televisión      |
| 1969      | Música para la película L'Arbre de Noël | Música de película        |
| 1969      | Imaginées II, violonchelo y piano | Música de cámara          |
| 1970      | Doubles Jeux I, para dos pianos | Música solista (2 pianos) |
| 1971      | Doubles Jeux II, para dos pianos | Música solista (2 pianos) |
| 1971      | Imaginées III, para clarinete y piano | Música de cámara          |
| 1972      | Doubles Jeux III, para dos pianos | Música solista (2 pianos) |
| 1974      | Imaginées V, para piano | Música solista (piano)    |
| 1975      | Música para la televisión Les Zingari (serie de TV) | Música de televisión      |
| 1976      | Imaginées VI, voz o oboe y 9 instrumentos | Música vocal              |
| 1976      | Imaginées IV (onomatopeya) | Música vocal (piano)      |